# Hinteres Fiescherhorn
Hinteres Fiescherhorn (alternativt: Hinter Fiescherhorn) är en bergstopp i kommunen Fieschertal i kantonen Valais i Schweiz. Den är belägen i Bernalperna, cirka 65 kilometer sydost om huvudstaden Bern. Tillsammans med Kleines Fiescherhorn och Grosses Fiescherhorn utgör Hinteres Fiescherhorn en del av bergsryggen Fiescherhörner. Toppen på Hinteres Fiescherhorn är 4 025 meter över havet.
Den första bestigningen utfördes 28 juli 1885 av Eugen G. Lammer och August Lorria från Österrike. Berget ingår i bergskanten som sammanlänkar Grosses Fiescherhorn med Gross Grünhorn. I området inrättades flera fjällstugor.